# 喀爾文派聖像破壞運動

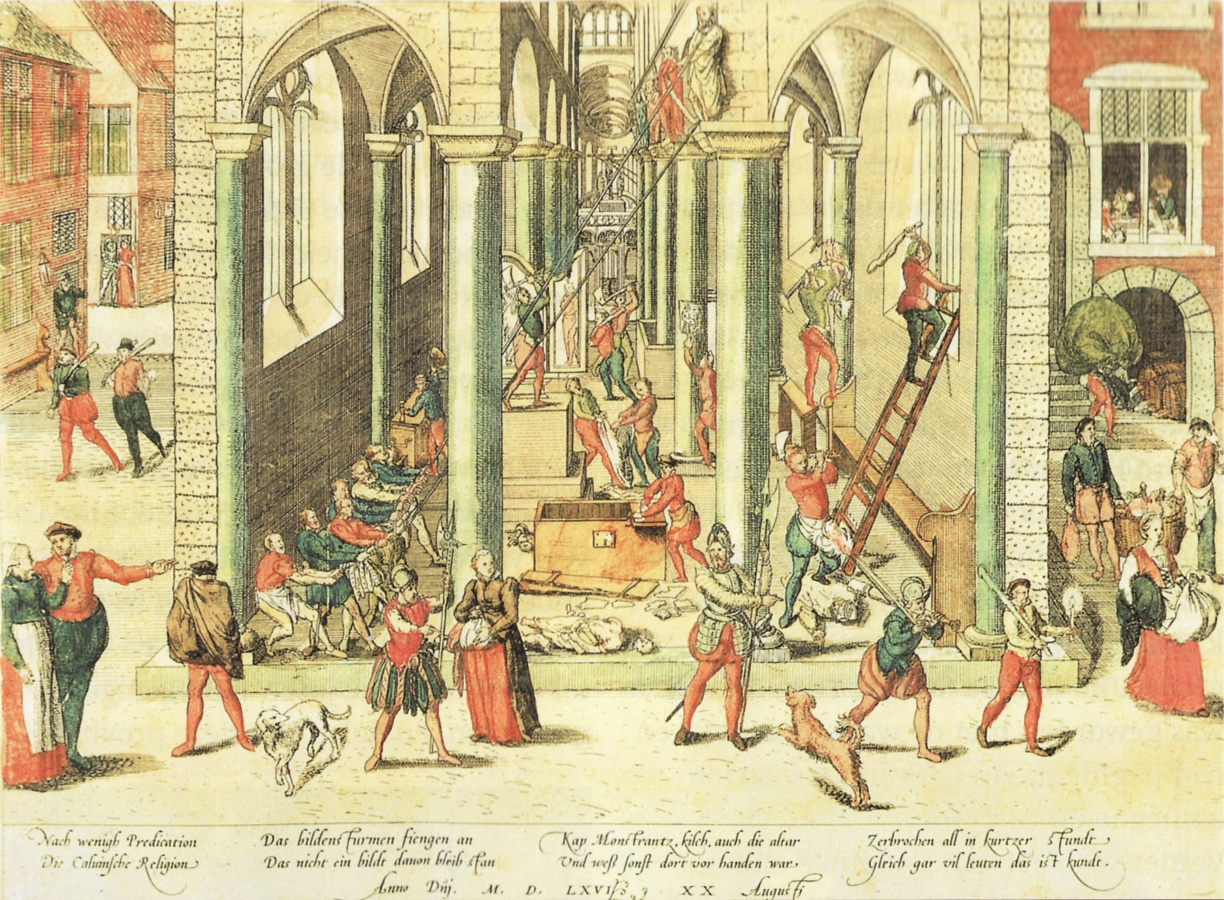
1566年，激进的加尔文派新教徒正在毁坏安特卫普（今属比利时）圣母主教座堂中的雕像与宗教画

喀爾文派聖像破壞運動（荷蘭語：Beeldenstorm），又可翻译為捣毁圣像运动、聖像破壞派，是16世紀由喀爾文派新教信徒發起，破坏歐洲教堂与公共场合中的聖像、聖像畫的激進宗教改革。宗教改革家约翰·加尔文认为雕像与宗教画属于偶像崇拜，因此加尔文派信徒常常主张，除了十字架外，拆毁教堂中的所有雕像与宗教画。圣像破坏运动主要发生在今荷兰、比利时、德国，以及瑞士境内。

## 背景
喀爾文派的开创者、宗教改革家约翰·加尔文认为宗教艺术对基督宗教没有明显好处，而且极易导致偶像崇拜现象的出现。因此，喀爾文主张除了十字架外，拆毁教堂中所有的人物雕塑与宗教画。受到喀爾文主张的影响，宗教改革时期欧洲各地信奉喀爾文派者，發起了捣毁教堂中的宗教画与雕塑的圣像破坏运动。部分圣像破坏运动由改宗新教的统治者主导，也有一些圣像破坏运动是改宗喀爾文派的平民自發性进行的。
1522年-1566年间，随宗教改革的进行，欧洲各地多次出现圣像破坏运动。其中影响较大的一些运动有：1523年发生在苏黎世的圣像破坏运动、1530年发生在哥本哈根的圣像破坏运动、1534年发生在慕尼黑的圣像破坏运动、1535年发生在日内瓦的圣像破坏运动、1537年发生在奥格斯堡的圣像破坏运动、1559年发生在苏格兰的圣像破坏运动，以及1566年夏席卷低地的圣像破坏运动；英格兰宗教改革时期，也曾有过政府主导以及民间自发的圣像破坏运动。法國宗教戰爭期间，新教徒也曾发起过圣像破坏运动。圣像破坏运动中，各地的加尔文派新教徒涌向教堂捣毁教堂内的雕像与宗教画，使中世纪宗教艺术在这次运动遭到了严重打击。对尼德兰而言，圣像破坏运动标志信奉加尔文派归正宗的荷兰人与信奉天主教的西班牙之间矛盾冲突的爆发、掀开了八十年战争的序幕。

## 历史
宗教改革时期，神圣罗马帝国境内今属德国、瑞士的一些地区改宗喀尔文派。受到加尔文派影响，这些城市纷纷将宗教画等加尔文认为属于偶像崇拜的传统宗教艺术清除。
16世纪60年代开始，法兰西王国的喀爾文派信徒，即胡格諾派在法国宗教战争中曾进行过多次圣像破坏运动。与低地國家的圣像破坏运动不同，胡格諾派信徒在搗毁圣像时，常会与天主教徒发生嚴重衝突。

### 尼德兰的圣像破坏运动

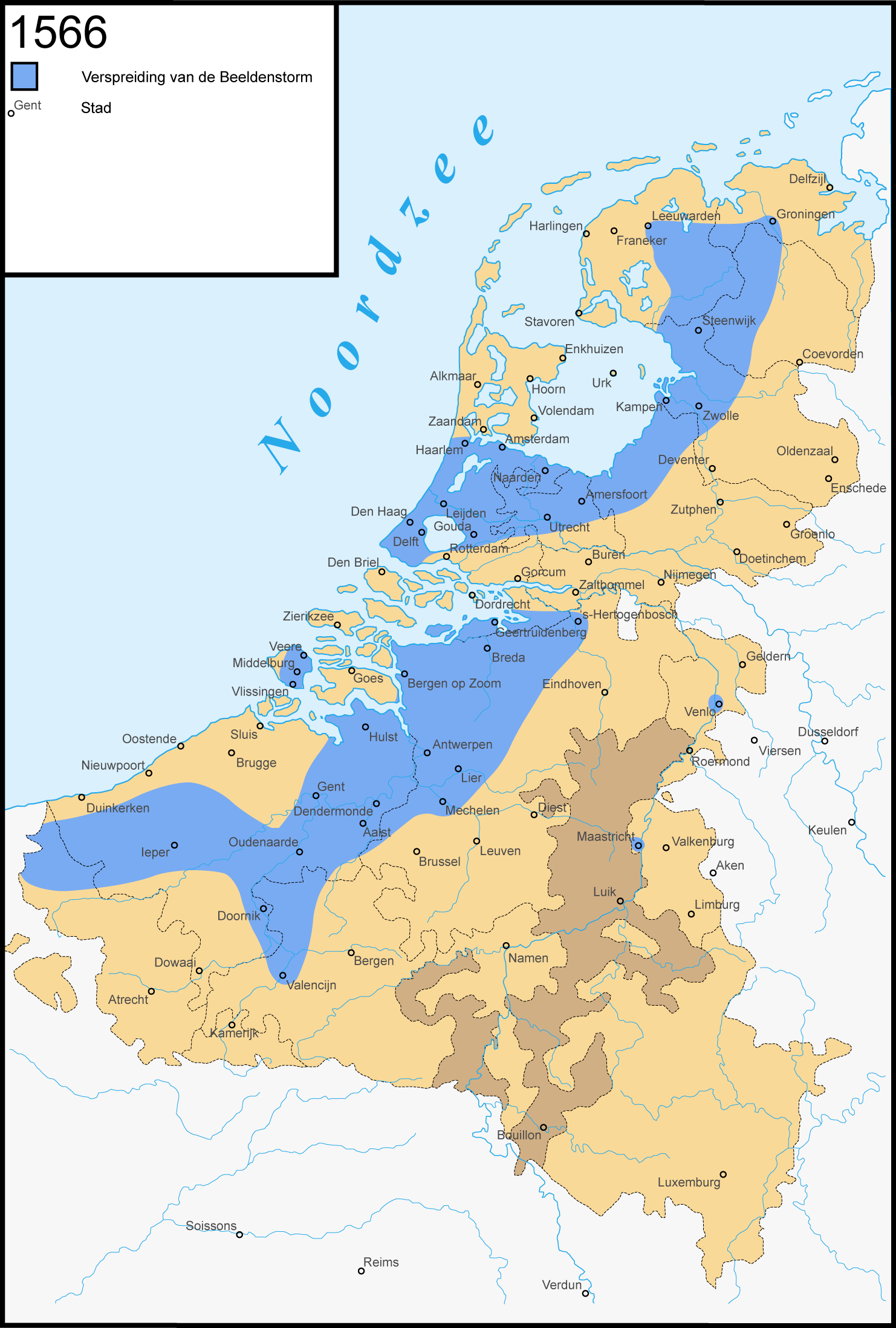
图中标为蓝色的区域代表1566年尼德兰发生圣像破坏运动的地区

1566年，统治尼德兰（又譯「低地國家」，包括今荷兰、比利时，以及卢森堡等地区）的是西班牙的腓力二世。腓力二世是一个天主教徒，而且持反宗教改革立场，对领内的新教徒采取压制态度。虽然此时尼德兰的新教徒人数上并不占多数，但新教徒中不乏贵族与富商，且反教权主义也在尼德兰天主教徒中占据主导地位。1566年，尼德兰爆发圣像破坏运动，新教徒民众冲进教堂破坏教堂中的宗教画与雕像、没收教会财产，并烧毁地契与债券。
与八十年战争结束后新教徒集中在尼德兰北部、天主教徒集中在南尼德兰的情形不同，1566年圣像破坏运动爆发时低地的新教徒主要集中在南方（今比利时地区），圣像破坏运动也是从尼德兰南部逐渐向北部蔓延。以圣像破坏运动为开端，尼德兰爆发了反抗西班牙统治的独立战争，即后世所称的“八十年战争”。

## 影响
圣像破坏运动使中世纪宗教艺术遭到严重损失，许多有名的作品在圣像破坏运动中遭到毁坏。尼德兰作为中世纪的文化中心之一，受到了较大冲击。圣像破坏运动也是尼德兰独立战争的开端。

## 路德派
马丁·路德對聖像看法溫和，与加尔文認為「偶像崇拜，必須清除」的做法不同，受路德指導的信義宗新教徒并未采取激进措施清除教堂内的聖人雕像、畫作，也因此宗教艺术在信义宗的教堂中获得很大程度的保留。